# NGC 7711
NGC 7711 je čočková galaxie v souhvězdí Pegase. Její zdánlivá jasnost je 12,1m a úhlová velikost 2,6′ × 1,3′. Je vzdálená 189 milionů světelných let, průměr má 140 000 světelných let. Galaxii objevil 14. října 1784 William Herschel.